# Michail Minskij
Michail Grigori Minskij, (russo: Михаил (Григорий) Минский; Michail (Grigori) Minski) nato come Michail Spirin (Spiridonov), noto anche come Mino Mizer, e, tra gli ucraini, come Myhailo Minsky (Bagaevo, 12 agosto 1948 – Zwolle, 9 ottobre 1988), è stato un cantante russo.
Fu famoso interprete del canto russo e ucraino, solista e direttore del Coro dei Cosacchi del Don, Sergej Žarov.

## Biografia
Fin da piccolo inizia a studiare musica e a suonare il bajan. Nel 1935 frequenta la Rabfak studiano in seguito geologia presso l'università di Kazan'. Nel 1941, diventa membro del Coro accademico e fu spinto da Marija Vladimirovna Vladimirova ad iscriversi al Conservatorio di Mosca.

### La seconda guerra mondiale
Il 22 giugno 1941, la Germania nazista invade l'Unione Sovietica e dal 2 agosto 1942, si arruola nell'esercito e viene addestrato a Saratov. Fu fatto prigioniero di guerra e dovette passare 33 mesi in una zona nei pressi della frontiera ungherese. In questo periodo lavora come detenuto e scopre che il suo capo era un membro del Coro dei Cosacchi del Don di Sergej Žarov.
Dal 1945 al 1948 venne inviato in diversi campi profughi. Il 3 novembre 1945 forma a Bad Hersfeld un coro internazionale, il Trembita, diretto dal Prof. Tsependa. Questo coro fu molto attivo, venne inviato a tenere concerti in altri campi : nel 1946 a Ingostadt e il 15 novembre 1948 a Bad Kissingen. Subito dopo, venne trasferito nel campo di Karlsfeld, nel quale era spiccato l'interesse per la cultura. Quando il campo fu smantellato, i profughi furono suddivisi tra Berchtesgaden e Mittenwald. Nel 1946 a Ratisbona, Michael entra in contatto con il famoso Ukrainian Bandurist Chorus di Taras Sjevchenko.

## Carriera

### L'America, il periodo ucraino
Insieme al Bandurist Chorus, fu invitato ai concerti americani. Giunse negli Stati Uniti il 5 maggio 1949 e nello stesso anno fu invitato alla Casa Bianca. Grazie ad una borsa di studio si stabilisce a New York. Il 2 ottobre 1949, presso il Masonic Auditorium inizia a cantare il suo repertorio di opera e operette. Nel 1953 debutta alla Carnegie Hall. Nel 1954 canta a Philadelphia nell'opera dell'Aida. Inoltre, in questo periodo, fu molto attivo nella comunità ucraina. Si esibisce nelle più importanti città americane e canadesi. Il primo disco in vinile venne realizzato nel 1950, ad esso ne seguirono, fino al 1962 altri venti, con la partecipazione di grandi compositori della diaspora ucraina, quali Mykola Fomenko, Ihor Sonevytsky, W. Hrudyn, Prof. J.B. Rudnyskyj, W. Havrylenko e Stephan Hanushewsky. In seguito, si esibisce come solista nel Bandurist Chorus collaborando con Ivan Zadorozny, Volodymyr Bozyk e Hryhory Kytasty. Il 21 febbraio 1953, venne naturalizzato cittadino americano cambiando il suo nome da Spirin in Minsky. Nel 1971, festeggia il suo cinquantesimo compleanno, in compagnia della comunità ucraina, con un concerto di gala, e, nello stesso anno, organizza un tour tra i centri ucraini d' Inghilterra.

### I Banduristi
Trasferitosi a Detroit, nel 1958 organizza, tra Canada e Stati Uniti, con un quintetto bandurista in una tournée itinerante. Dal 18 novembre 1958, partecipa con il Coro Bandurista , il Concertgebouw di Amsterdam, ad una tournée europea tra Inghilterra, Svizzera, Svezia, Danimarca e Paesi Bassi. Fin dal 1946 avrebbe voluto tornare a essere il solista di questo coro. Nel 1959, grazie ad una borsa di studio si trasferisce a Roma e fu ricevuto da Papa Giovanni XXIII.

### I cori dei Cosacchi
Agli inizi degli anni Sessanta canta nel Coro dei Cosacchi del Mar Nero. Si esibisce come ospite al “Rodina” ad Amburgo nel 1962, nel 1963, e nel 1964. All'inizio del 1963 canta nel teatro "La Scala" di Philadelphia. Dal 1º settembre 1963 al 31 agosto 1964 partecipa all'opera Gelsenkirchen e in alcuni concerti con Michael Goldstein e Galina Kowal. Nonostante fosse in contatto con il Coro dei Cosacchi del Don "Sergej Žarov" e con il suo direttore, dovette aspettare l'autunno del 1964 per convincersi ad aderire al coro di Sergej Žarov. Con la chiusura del "Rodina", avvenuta il 31 marzo 1966, si trasferisce al “Datscha” sempre di Amburgo, fino al 1968. Il 22 aprile 1966 diede nuovamente un concerto nel Mansonic Auditorium. Nello stesso periodo, si esibisce pressp la “Friends Academy” con Ludmilla Azova. Da quel momento trascorre la maggior parte del suo tempo in Europa. Fino alla primavera del 1979, rimase nel coro al fianco di Jaroff.

### In Australia
Nel 1972 e nel 1984, organizza una tournée in Australia, sponsorizzato dalle “United Ukrainian Organisations”. In seguito, produsse una serie di dischi in vinile con l'Orchestra sinfonica di Vienna, insieme a Andrij Hnatyshyn, W.Havrylenko e Hermann Kropatschek. Infine, nel 1978 si trasferisce in Olanda.

### Nei Paesi Bassi
Il 7 gennaio 1980 fonda il Slavish Kooz Zwolle. Dopo alcuni mesi, il coro tenne il suo primo concerto apparendo in diversi programmi televisivi. Grazie al successo, fu invitato a dirigere tra il 1982 ed il 1984 L'Haagse amateur Oeral Kozakkenkoor. Dal 1984 al 1988 fu direttore dell’Ural Kosaken Chor in Germania. Inoltre, fece alcuni tour con i Cosacchi del Volga. Nel tardo 1984 inizia a lavorare con un coro amatoriale a Rijswijk. Contemporaneamente ricevette l'invito di Otto Hofner a ridare vita all'originale Coro dei Cosacchi del Don, in conformità con il desiderio di Jaroff. Con Nicolaj Gedda come solista, non esitò un istante e condusse, nel 1986, la tournée lungo i palcoscenici della Germania.

### Millennium
Il 10 maggio 1988, ricevette per mano del Sindaco Loopstra, il Premio "Mr. Willem Bartjes", grazie al lustro mondiale che portò alla città di Zwolle. Il tempo che ancora gli restava da vivere, lo trascorse dedicandosi all'organizzazione della festività nazionale del millenario della Chiesa ortodossa. L'evento ebbe luogo a Zwolle, nei Paesi Bassi, il 30 settembre 1988, in presenza dei dignitari della chiesa e di sua Maestà, la Regina Beatrice. Nove giorni più tardi morì.